# Miszmeret
Miszmeret (hebr. משמרת) – moszaw położony w samorządzie regionu Lew ha-Szaron, w Dystrykcie Centralnym, w Izraelu.
Leży na równinie Szaron, w otoczeniu miasta Tira, moszawów Bacra, Bene Cijjon, Cherut, Kefar Hess i Sede Warburg, kibucu Ramat ha-Kowesz, oraz wioski Charucim.

## Historia
Moszaw został założony w 1946 przez zdemobilizowanych żydowskich żołnierzy z Brytyjskich Sił Zbrojnych. Podczas wojny o niepodległość w 1948 osadę ewakuowano do pobliskiego moszawu Herut. Po wojnie ponownie go zasiedlono. Nazwa nawiązuje do bohaterskiej postawy izraelskich żołnierzy, walczących w tej okolicy z Arabami.

## Kultura i sport
W moszawie jest ośrodek kultury oraz korty tenisowe.

## Gospodarka
Gospodarka moszawu opiera się na intensywnym rolnictwie, uprawach kwiatów w szklarniach i hodowli drobiu.
Firma Solamente specjalizuje się w projektowaniu i produkcji luksusowych mebli.

## Turystyka
Moszaw oferuje zwiedzanie z przewodnikiem pasieki, gospodarstwa rolniczego ze zwierzętami hodowlanymi oraz sadu pomarańczy.

## Komunikacja
Na zachód od moszawu przebiega droga ekspresowa nr 4  (Erez–Kefar Rosz ha-Nikra), brak jednak możliwości bezpośredniego wjazdu na nią. Z moszawu w kierunku północno-wschodnim wychodzi droga nr 5531, którą można dojechać do moszawu Kefar Hess. Lokalna droga prowadzi na północ do moszawu Cherut.